# Expo 1965
L'Expo 1965 (ufficialmente (FR)  Exposition Internationale des Transports et Communications – Munich 1965, Esposizione Internazionale di Trasporti e Comunicazioni - Monaco 1965) è stata l'esposizione specializzata che si svolse a Monaco di Baviera tra il 25 giugno e il 3 ottobre.